# Lauma

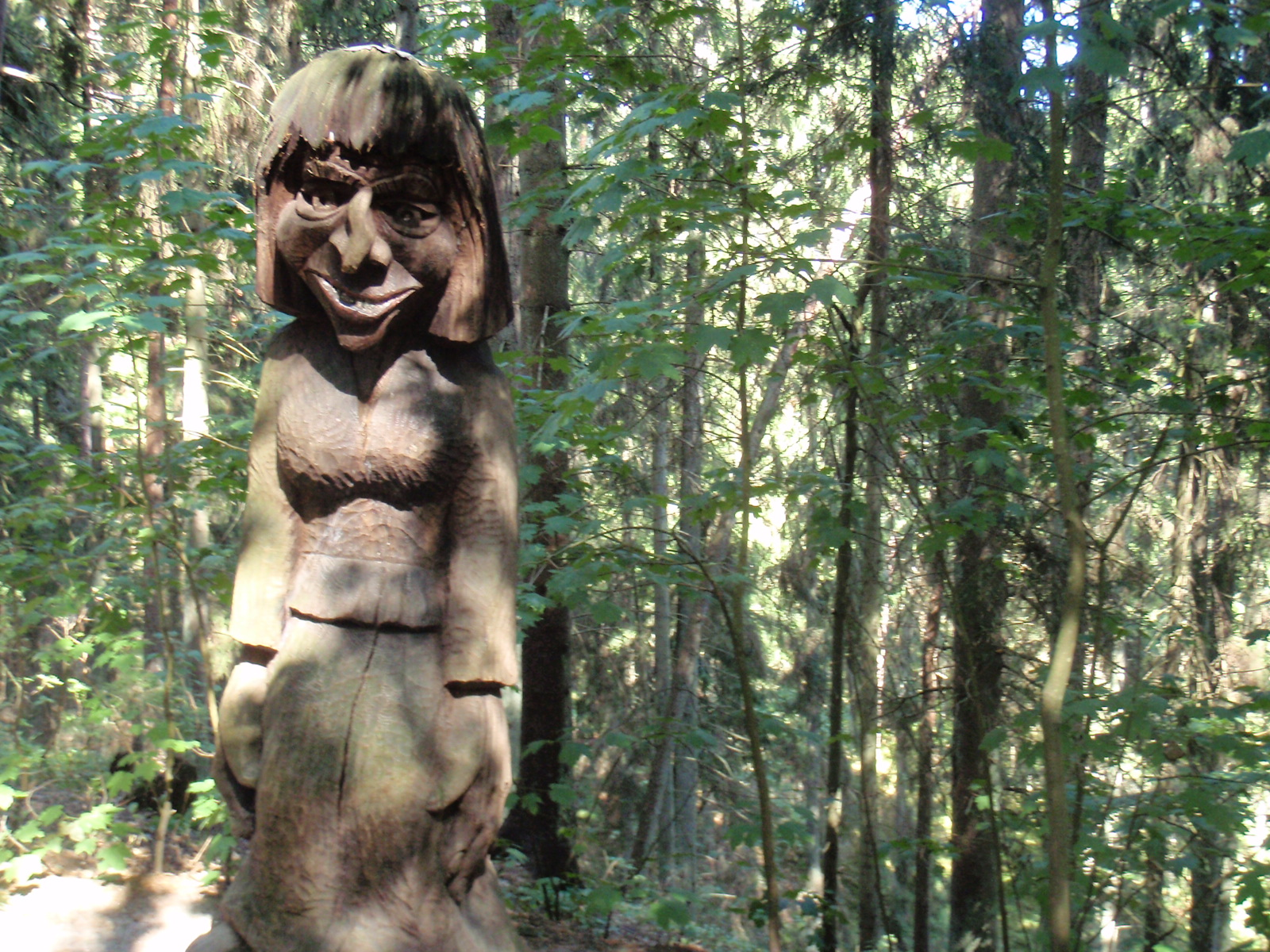
"Lauma/La buena bruja" (Laumė/Geroji ragana), 1980 escultura de madera de Romas Venckus en La Colina de las Brujas (Raganų kalnas).

Una Lauma (letón) o Laumė (lituano) es un hada de los bosques, y espíritu guardián de los huérfanos en la mitología del este del Báltico. Originalmente un espíritu del cielo, su compasión por el sufrimiento humano la hizo venir a la Tierra para compartir nuestro destino.

## En la mitología de Lituania
Las Laumės son diosas muy antiguas de la mitología de Lituania. Es posible que la imagen de estas diosas se haya formado durante el periodo Mesolitico, apenas concluida la edad de Hielo. 
Las Laumės tenían forma de animales tales como yeguas o cabras hembras, osos y perros. Posteriormente, las Laumės tuvieron un aspecto antropomórfico: por lo general con garras de aves en lugar de pies y asemejaban mujeres con la cabeza o parte inferior del cuerpo de cabra hembra. Otras formas comprendían mitad humana/mitad perro o mitad yegua, en forma similar a centauros. En forma similar a los cíclopes, a menudo las Laumės tenían un solo ojo. También tenían grandes pechos con pezones de piedra; al respecto trozos de belemnitida encontrados en el suelo son denominados "pezones de Laumės".
Las Laumės eran peligrosas, ellas podían matar a un hombre mediante cosquillas o pellizcos y comerse sus cuerpos, comportamiento similar al de Lamia de la mitología griega. El mito lituano también afirmaba que las Laumės tenían vacas enormes que podían ser ordeñadas por todas las personas. Sin embargo, tras inviernos muy fríos, las vacas morían; se decía que los fósiles de belemnitida eran restos de sus ubres. Las Laumės le tenían miedo a las herramientas de hierro.
Se puede considerar que las Laumės son diosas atmosféricas. Se dice que Laumė era una diosa muy hermosa, que habitaba en las nubes y que tenía un trono de diamante. En algunos mitos se afirma que Laumė era novia del dios del trueno Perkūnas; sin embargo, no se casaron porque Laumė se enamoró de la Luna, que en Lituania es considerado un dios macho. En otras historias la novia era robada por el diablo Velnias, llamado Tuolius. Esa es la razón porque a Laumė le gusta el claro de luna. En otro mito la novia de Perkūnas era una Laumė llamada Vaiva. El arco iris era denominado la cinta de Vaiva. A pesar de su matrimonio ella tenía un cantor enamorado llamado Straublys. Straublys había robado la cinta de Vaiva. Cuando llueve, Straublys extiende la cinta de Vaiva en el cielo, mientras que  Perkūnas se enoja y grita mediante el trueno. Se creía que era el arco iris el que causaba la lluvia, mientras que los pastores lituanos tenían una plegaria o maldición por la cual el arco iris debía ser roto en pedazos para que cesara de llover. El otro mito indicaba que Laumė se enamoró de un hombre apuesto en la Tierra. La pareja engendró un hijo llamado Meilius (nombre derivado de la palabra 'Meilė' - amor). Laumė descendía del cielo cada tanto para alimentar a su hijo con sus pechos. Sin embargo, el gran Dios se enteró sobre la existencia del hijo de ese amor sacrílego, lo hizo pedazos contra el lugar más alto del cielo y le dio un lugar entre las estrellas. Luego le cortó los pechos a Laumės, por lo cual en la Tierra es posible encontrar trozos de roca de los mismos.
Las Laumės descendieron del cielo a la Tierra. Ellas vivían cerca de lagos, casas de baño abandonadas, en islas de los lagos o bosques densos. Por ello numerosos espejos de agua de Lituania poseen nombres asociados con la palabra Laumė. A las Laumės les gusta juntarse cerca de ríos, lagos, pantanos, en praderas, allí el rocío cae durante la noche en Luna nueva o Luna llena. Bailan y se divierten, dejando marcas en forma de círculos (similares a corros de brujas) en las praderas. Por lo general el poder de las Laumės era mayor el viernes de Luna nueva, durante los días más lluviosos del mes en  Lituania. Las Laumės podían causar granizo, tormenta oluvia cantando, danzando o mediante maldiciones. La canción de Laumės tradicionalmente fue entonada durante la celebración de matrimonios hasta el siglo XIX. La canción era entonada mientras que las jóvenes danzaban formando en un círculo, y una de ellas en el centro. Se afirmaba que la danza y la canción podían hacer llover.
En épocas posteriores, las Laumės eran representadas como mujeres sumamente hermosas, que se presentaban desnudas o vistiendo ropaje muy fino. A menudo el arco iris era llamado la cinta que Laumės extravió. Que es como se las asoció con hilar. Las Laumės por lo general se manifestaban en grupos de tres. Tenían la capacidad de realizar las tareas de las mujeres en forma perfecta, ya que son muy habilidosas hilando. Ellas amaban a los chicos, respetaban a aquellos que trabajaban y ayudaban a los que estaban necesitados. Castigaban a aquellos que las ridiculizaban, y a los vagos. A continuación se presentan dos cuentos folclóricos sobre las Laumės:

### Las Laumės y el bebé
Una mujer estaba cosechando en una pradera y había llevado consigo a su bebé. Estaba tan ocupada con sus tareas que el bebé durmió a lo largo de todo el día, y ella regresó del campo olvidándose a su bebé.
Al final del día la mujer fue a su hogar para ordeñar las vacas y preparar la cena. Le sirvió la cena a su esposo, y este le preguntó "Donde está el bebé?" Con espanto ella dijo, "Me lo he olvidado!" Ella regresó corriendo al sitio en que había ubicado a su bebé, y escuchó a una Laumé decir: "Čiūčia liūlia, bebé olvidado." La madre, desde la distancia, le pidió a la Laume que le devolviera su bebé. El hada dijo, "Ven, ven, querida mujer, toma tu bebé, no le hemos hecho daño. Sabemos que trabajas mucho, realizas muchas tareas, y no quisiste abandonar tu bebé a propósito".
Las hadas entonces colmaron al bebé de regalos, en tal cantidad como para criar varios niños. La madre regresó a su hogar con su hermoso bebé y con los regalos; y fueron recibidos con gran alegría.
Otra mujer, al enterarse de lo que había acontecido, se puso celosa. Y pensó, "Voy a hacer lo mismo que ella, y así recibiré muchos regalos". Esa tarde, al anochecer, ella tomó su bebé, lo dejó en la pradera y regresó a su casa. Ella cenó, antes de pensar en su bebé y el tesoro.
Cuando estaba regresando a la pradera, ella escuchó a las hadas decir, "Čiūčia liūlia, dejastes abandonado a tu bebé a causa de tu codicia". Y el bebé chillaba con gran dolor, ya que lo estaban pellizcando y torturando sin compasión. Continuaron la tortura hasta que regresó la madre. Las hadas arrojaron el cuerpo del bebé a sus pies. El bebé estaba muerto.

### Las hadas predicen el futuro del recién nacido
Una Laumė se acerca a una ventana y grita, "Cientos nacidos, cientos fallecidos, cual es su destino?" Otra le responde, "Nacimiento en la  noche, muerte en la noche". Y nuevamente gritan y gimen en la ventana. Desde adentro, otra responde, "Este nacimiento nocturno es un gran trabajo más inteligente, no más difícil, para vivir bien toda la vida". Otra vez, gritando desde la ventana, "Cientos nacidos, cientos fallecidos, cual es su destino?" Otra responde: "El que nazca por la mañana será un trabajador fuerte". Y nuevamente, después de un tiempo, comienza el mismo cuestionamiento. La respuesta fue "Aquel bebé nacido al mediodía será un niño muy feliz, lleno de burbujas y envidia por características no  estrictamente relacionadas con la riqueza".

## En la mitología de Letonia
En la mitología de Letonia la Lauma es una ayudante del parto, cuida de la salud y bienestar tanto de la madre como del bebe. Si la madre no sobrevive al parto, o entre al niño, la Lauma asume el rol de madre espiritual sustituta del niño. Ella hila la tela de la vida para el niño, pero llora por el destino de algunos. El hecho de que la tela pueda, hasta cierto punto, tejerse a sí misma, indica la existencia de un poder por encima del de la Lauma.
Con el paso de los años, su imagen se ha ido degradando. Acusada de robo de bebés por esposos irrespetuosos (dado que es incapaz de engendrar hijos propios), perdió su aspecto y su dulzura, transformándose en una vieja y maligna hag. Ella llora por la suerte de su destino, esperando algún día poder recuperar su hermosura.